# Mine d'Estonia
La mine d'Estonia est une mine souterraine de schiste bitumineux située en Estonie.